# 3361 Orfeu
Orfeu (asteroide 3361, com a designação provisória 1982 HR) é um asteroide cruzador de Marte. Possui uma excentricidade de .3227782901026225 e uma inclinação de 2.6849º.
Este asteroide foi descoberto no dia 24 de abril de 1982 por Carlos Torres em Cerro El Roble.
Este asteroide recebeu este nome ao personagem Orfeu da mitologia grega.